# Bisschopsdreef
De Bisschopsdreef is een weg in Sint-Kruis, deelgemeente van Brugge.

## Beschrijving
De weg, evenwijdig met de Moerkerkse Steenweg, loopt van de Polderstraat naar de Gemene-Weideweg-Noord.
Op het einde van de dreef staat het kasteel Rooigem.
Het goed behoorde gedurende verschillende generaties aan de familie Cobrysse. In 1720 werd het aangekocht door de Brugse bisschop Hendrik Jozef van Susteren, die het schonk aan het bisdom Brugge. Na de Franse revolutie was het opeenvolgend eigendom van Petronilla de Stappens-van Outryve en van Georges Chantrell-de Stappens. Rond 1835 werd graaf Amedée Visart de Bocarmé, burgemeester van Sint-Kruis, de nieuwe eigenaar van Rooigem.
Bij het begin van de dreef staan drie arduinen paaltjes met jaartal, als herinnering aan de aanleg van de dreef door bisschop Jan Robert Caïmo. De twee bomenrijen met 285 eikenbomen dateren uit 1762 en geven een uniek karakter aan de dreef.
De dreef liep in een rechte lijn van het kasteel Rooigem tot in het dorp van Sint-Kruis, met een direct zicht op de Halletoren en op de verdwenen bisschopskerk Sint-Donaas.
De dreef kreeg in de 19e eeuw in de volksmond de naam 'Visarts' Dreve' en in de 20ste eeuw ‘Pierponts Dreve’, naar de respectievelijke eigenaars van het kasteel.
In 1948 werd de naam 'Bisschopsdreef' door het gemeentebestuur officieel bekrachtigd. Vanaf het jaar 1960 werden de weidegronden langs de dreef verkocht als villagrond.
Didier de Pierpont, de laatste burgemeester van Sint-Kruis verkocht het familiegoed in het jaar 1999. Kasteel en dreef zijn als monument beschermd.